# Josef Meyer (Politiker, 1936)
Josef Meyer (* 19. März 1936 in Twistringen; † 2. Juli 2012 ebenda) war ein deutscher Politiker (CDU). Er war von 1978 bis 1990 Abgeordneter im Landtag von Niedersachsen und von 1986 bis 1996 Landrat im Landkreis Diepholz.
Meyer besuchte bis 1951 die Volksschule und machte anschließend eine Maschinenschlosserlehre. Die Gesellenprüfung legte er 1955 ab. Danach arbeitete er in seinem Beruf. Von 1970 bis 1978 war er Technischer Leiter einer Chemie- und Kosmetikfabrik. Seit 1956 war er bereits Mitglied der CDU und der Jungen Union. Von 1973 bis 1976 war er stellvertretender Kreisvorsitzender von 1976 bis 1977 war er Kreisvorsitzender der CDU. In seiner Heimatstadt Twistringen engagierte er sich als Kommunalpolitiker. Unter anderem war er im Rat der Stadt und von 1969 bis 1974 erster stellvertretender Bürgermeister. Von 1972 bis 1977 gehörte er dem Kreistag des Landkreises Grafschaft Hoya und von 1977 bis 1996 dem Kreistag des Landkreises Diepholz an. Vom 21. Juni 1978 bis zum 20. Juni 1990 war Meyer Mitglied des Niedersächsischen Landtags in seiner 9. bis 11. Wahlperiode. Von 1982 bis 1986 war er Schriftführer des Landtages. Außerdem war Meyer von 1986 bis 1996 Landrat des Landkreises Diepholz.